# Dodge Journey
Dodge Journey – samochód osobowy typu crossover klasy wyższej, a następnie SUV klasy średniej produkowany pod amerykańską marką Dodge od 2008 roku. Od 2021 roku produkowana jest druga generacja modelu.

## Pierwsza generacja

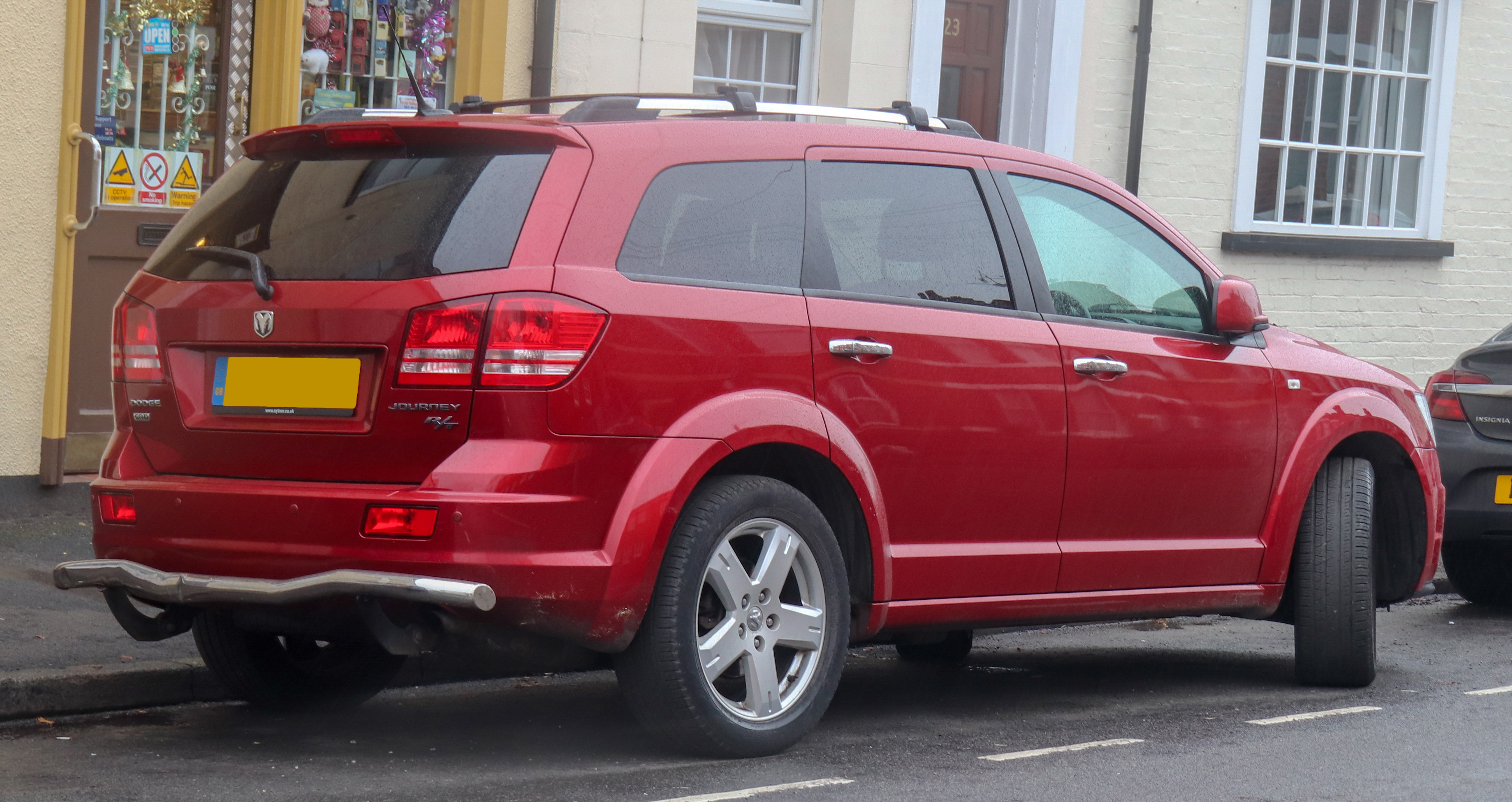
Dodge Journey I - tył

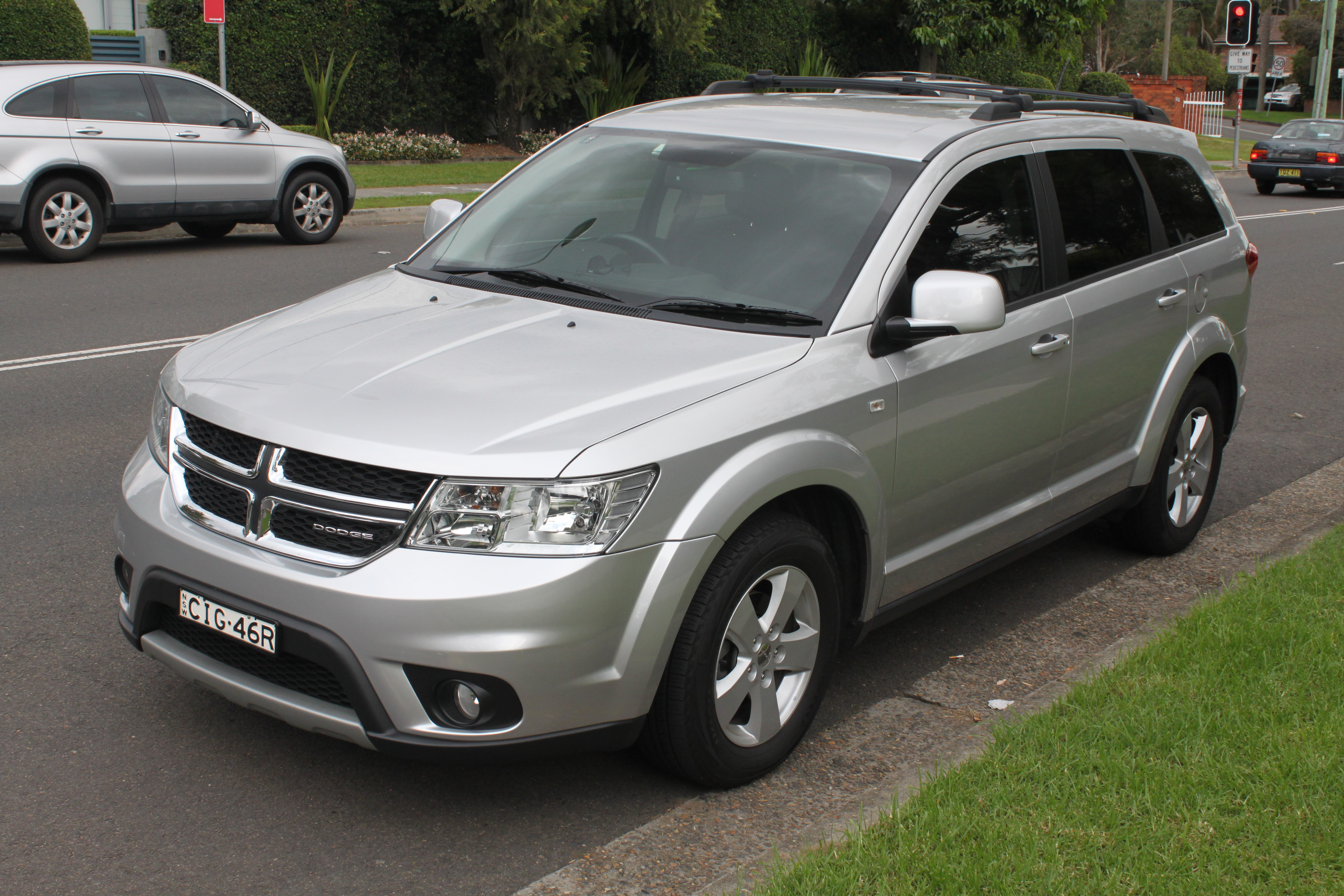
Dodge Journey I po liftingu

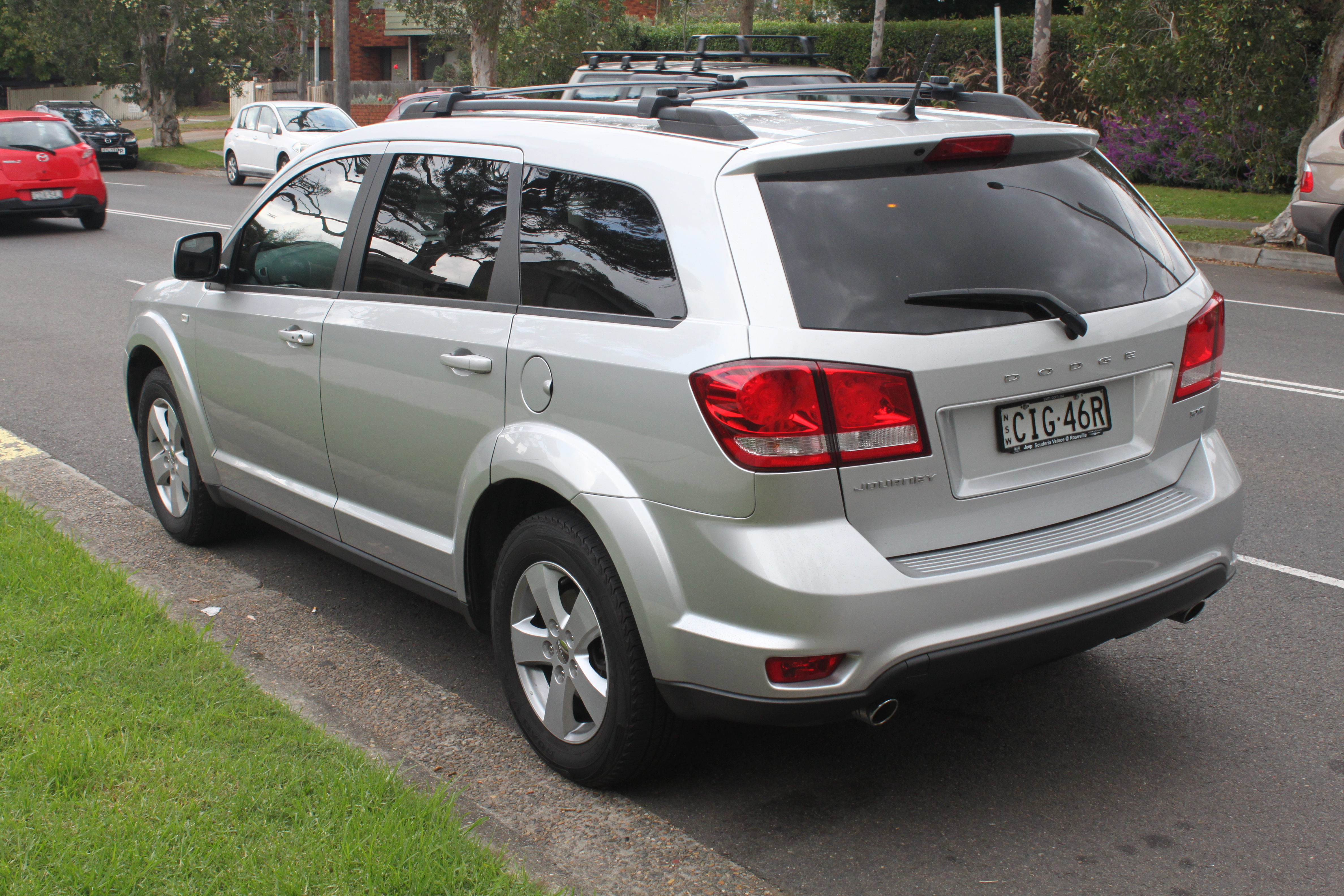
Dodge Journey I - tył po liftingu

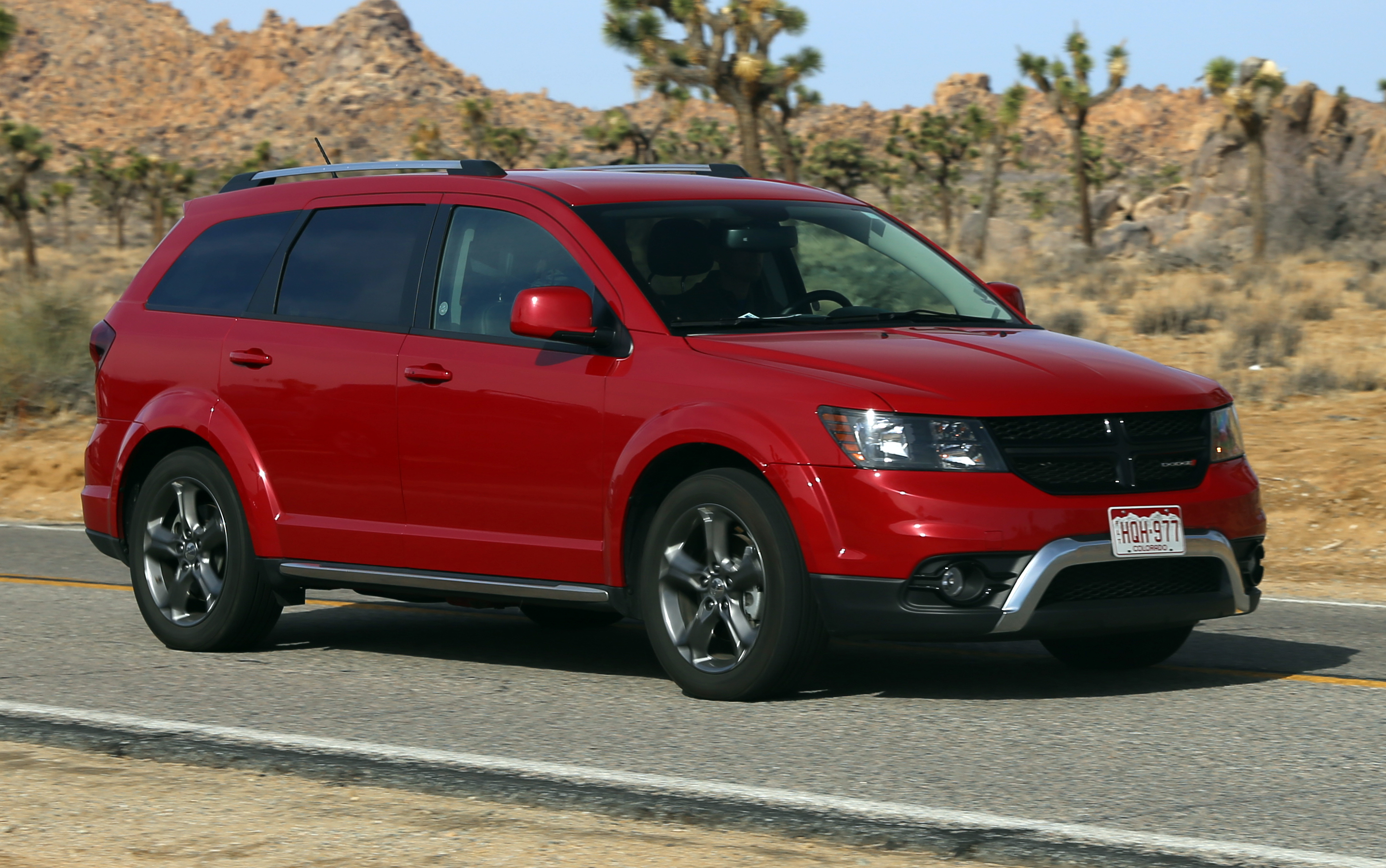
Dodge Journey I Crossroad

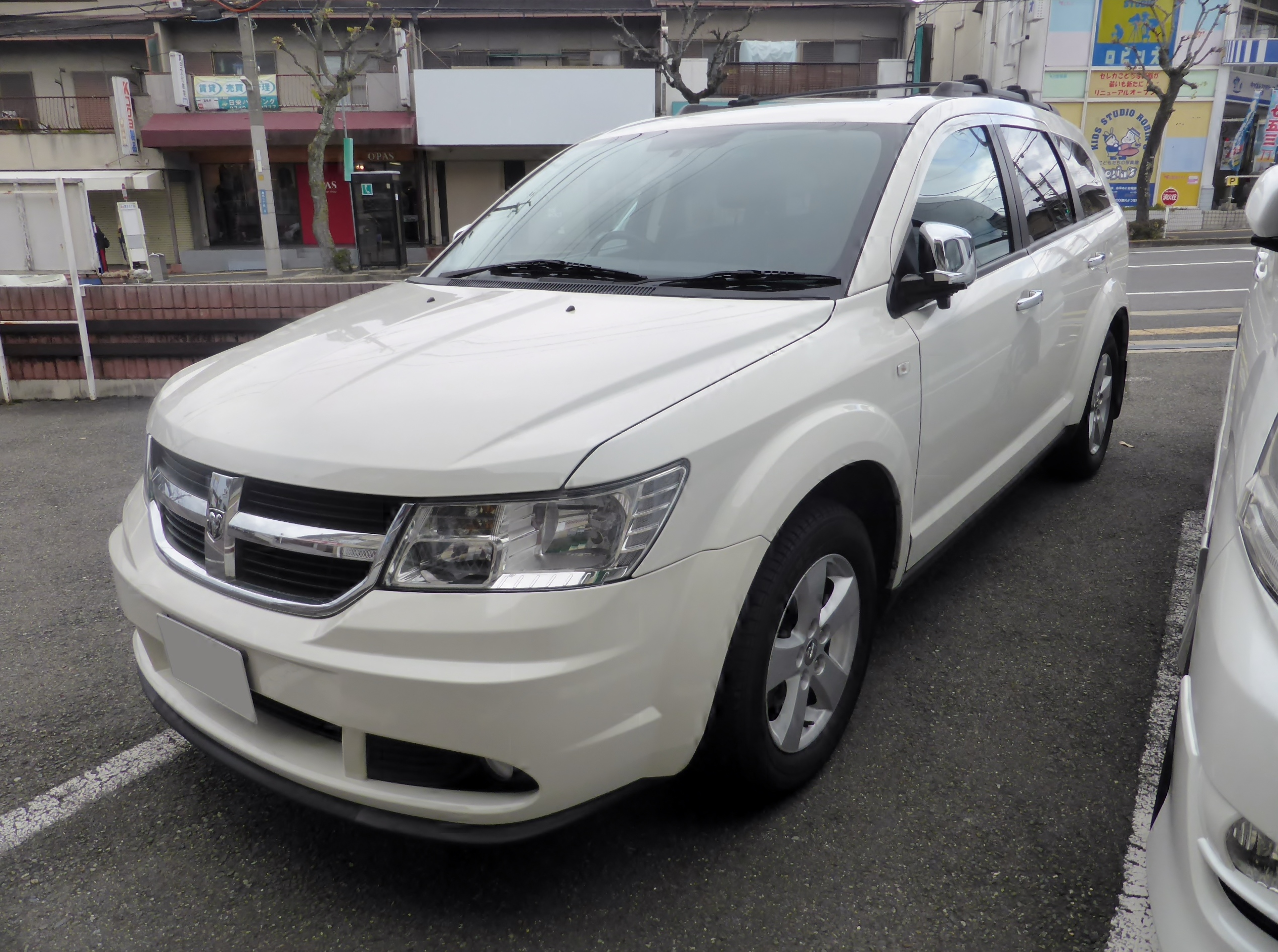
japoński Dodge JC

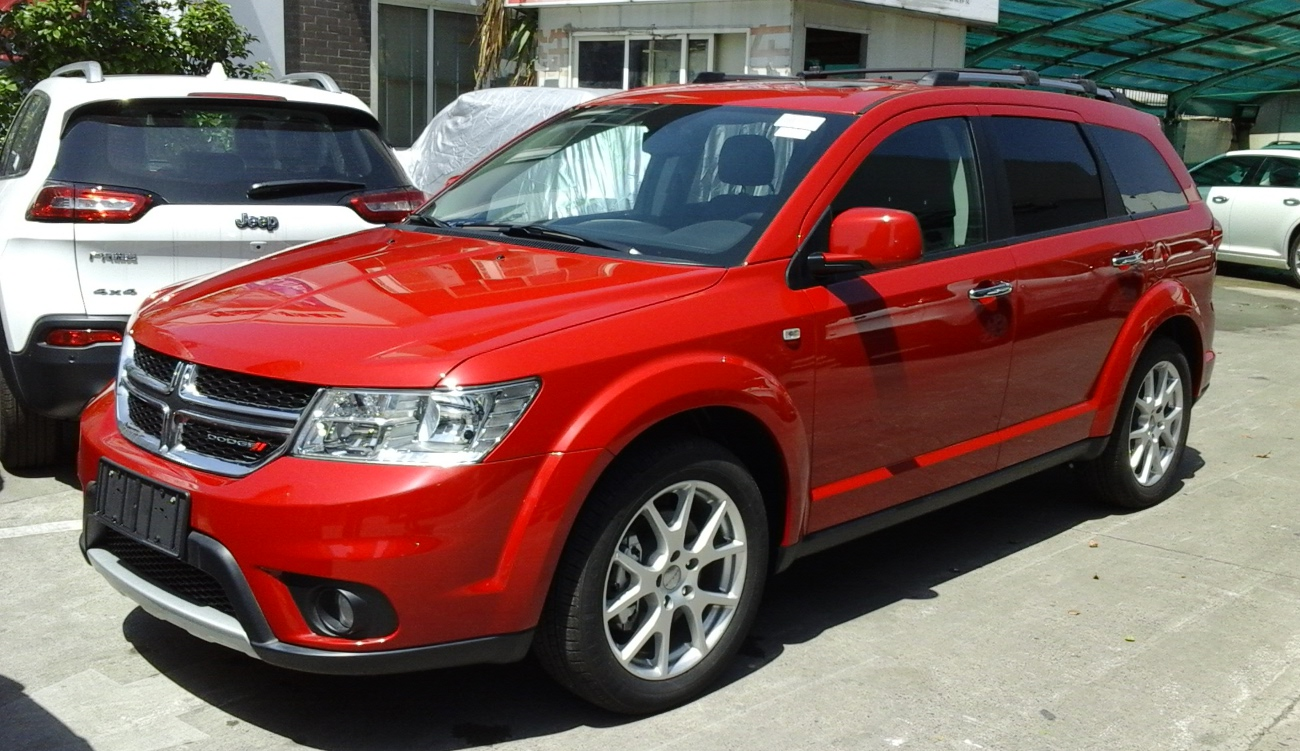
chiński Dodge JCUV

Dodge Journey I został zaprezentowany po raz pierwszy w 2007 roku.
Model Journey swoją światową premierę miał podczas Targów Motoryzacyjnych we Frankfurcie IAA 2007, będąc pierwszym crossoverem w ofercie Dodge'a łączącego cechy SUV-a i vana. Pojazd zbudowano na platformie JC-platform koncernu Chrysler.
Był to pierwszy i jedyny w historii Dodge model, który po raz pierwszy zaprezentowano na kontynencie europejskim. Samochód utrzymano w kierunku stylistycznym podobnym do modelu Avenger, charakteryzując się podłużnymi reflektorami, dużą atrapą chłodnicy z chromowanym krzyżem i dwuczęściowymi tylnymi lampami. Dodge Journey był samochodem 7-osobowym, z chowanym trzecim rzędem siedzeń w bagażniku.
W europejskich testach zderzeniowych Euro NCAP pojazd zdobył 5 gwiazdek, natomiast w amerykańskim odpowiedniku NHTSA 5 na 6 możliwych.

### Journey Crossroad
W styczniu 2014 roku oferta wariantów wyposażeniowych została wzbogacona wzorem bliźniaczego modelu Fiata o stylizowaną na SUVa o przydomku Crossroad. Zyskała ona m.in. czarne wkłady reflektorów, srebrne malowanie ozdobników zderzaków i progów, a także czarne malowanie alufelg i relingi dachowe.

### Lifting
W październiku 2010 roku, wraz z resztą gamy modelowej Dodge'a, Journey pierwszej generacji przeszedł gruntowną modernizację obejmującą zarówno wygląd zewnętrzny, jak i wewnętrzny, dostosowując model do nowej estetyki marki opartej na zmieniowej identyfikacji wizualnej na czele z innym logo firmowym.
Nadwozie zmodernizowanego Journey zyskało nowy wzór atrapy chłodnicy z motywem czarnego krzyża i umieszczonym w dolnym rogu napisu z nazwą producenta. Ponadto, pojazd zyskał też nowy wygląd zderzaków, przeprojektowaną klapę bagażnika z szeroko rozstawionym napisem Dodge zamiast loga firmowego oraz nowe reflektory i lampy tylne wykonane w technologii LED.
Obszerne modyfikacje przeszła dodatkowo kabina pasażerska, gdzie zastosowano nowy wzór trójramiennej kierownicy, a także zmodyfikowana deska rozdzielcza z masywniejszą konsolą centralną z wyżej umieszczonymi nawiewami i opcjonalnym wyświetlaczem systemu multimedialnego.

### Sprzedaż
Dodge Journey I był samochodem o światowym zasięgu. Poza Ameryką Północną i Europą, model sprzed restylizacji oferowano w Australii, Nowej Zelandii i na Bliskim Wschodzie. Ponadto, model pod nazwą Dodge JCUV importowano do Chin, a jako Dodge CV - także w pobliskiej Japonii. 
Wraz z liftingiem zakończyła się trwająca 2 lata sprzedaż Journeya na europejskim rynku pod marką Dodge, która wycofywała się z tego regionu podobnie jak Chrysler. Journey po modernizacji w ramach fuzji koncernu FIATa z Chryslerem oferowany był odtąd tam jako Fiat Freemont. Auto zadebiutowało na Geneva Motor Show 2011 i do sprzedaży trafiło w maju 2011, znikając z niej w grudniu 2015 roku po 4 latach rynkowej obecności. Obecne było one w sprzedaży także na rynkach latynoamerykańskich, azjatyckich i australazyjskich jako bliźniacza i równolegle sprzedawana z Journeyem konstrukcja.
W lipcu 2020 roku Dodge oficjalnie poinformował o zakończeniu produkcji modelu Journey po 12 latach obecności tego modelu na rynku. Samochód nie otrzymał bezpośredniego następcy na rodzimym rynku Stanów Zjednoczonych, jak i sąsiedniej Kanady.

### Silniki
| Wersja                | Silnik:                          | Układ zasilania:   | Średnica × skok tłoka: | St. sprężania:     | Moc maksymalna:                    | Maks. moment obrotowy           |                    |                    |
| Silniki benzynowe:    | Silniki benzynowe:               | Silniki benzynowe: | Silniki benzynowe:     | Silniki benzynowe: | Silniki benzynowe:                 | Silniki benzynowe:              | Silniki benzynowe: | Silniki benzynowe: |
| --------------------- | -------------------------------- | ------------------ | ---------------------- | ------------------ | ---------------------------------- | ------------------------------- | ------------------ | ------------------ |
| 2.4 SE                | R4 2,4 l (2360 cm³), DOHC        | wtrysk             | 88,00 mm × 97,00 mm    | 10,5:1             | 175 KM (129 kW) przy 6000 obr./min | 225 N•m przy 4000 obr./min      |                    |                    |
| 2.7 SE                | V6 2,7 l (2736 cm³), DOHC        | wtrysk             | 86,00 mm × 75,50 mm    | 9,9:1              | 185 KM (136 kW) przy 5500 obr./min | 256 N•m przy 4000 obr./min      |                    |                    |
| 3.5 SXT               | V6 3,5 l (3518 cm³), SOHC        | wtrysk             | 96,00 mm × 81,00 mm    | 10,0:1             | 238 KM (175 kW) przy 6400 obr./min | 315 N•m przy 4000 obr./min      |                    |                    |
| Silniki wysokoprężne: |                                  |                    |                        |                    |                                    |                                 |                    |                    |
| 2.0 CRD               | R4 2,0 l (1968 cm³), DOHC, turbo | Pompowtryskiwacz   | 81,00 mm × 95,50 mm    | 18,0:1             | 140 KM (103 kW) przy 4000 obr./min | 310 N•m przy 1750-2500 obr./min |                    |                    |

## Druga generacja

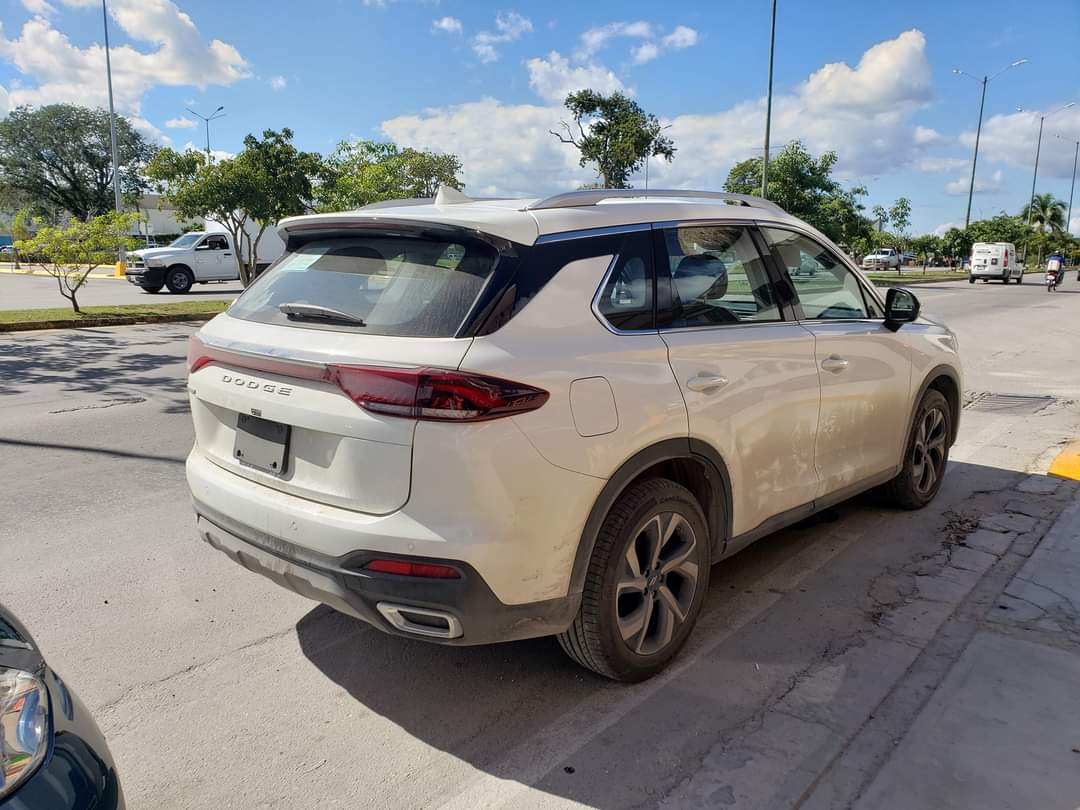
Dodge Journey II - tył

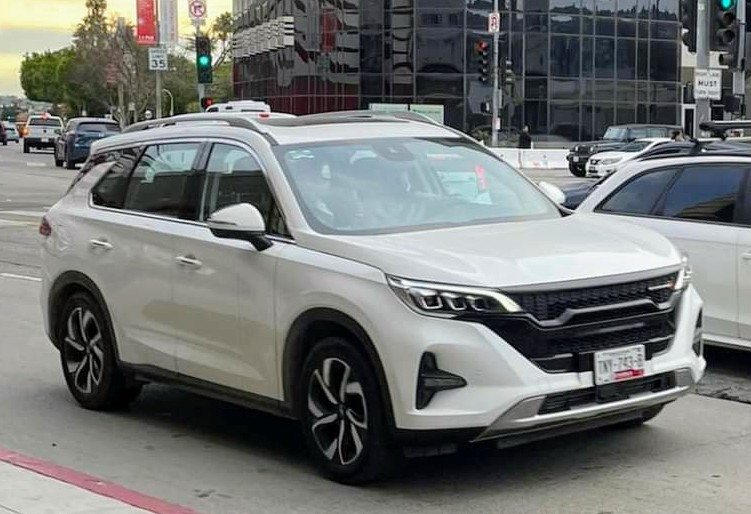
Dodge Journey II w ruchu

Dodge Journey II został zaprezentowany po raz pierwszy w 2021 roku.
Rok po zakończeniu w połowie 2020 roku produkcji dotychczasowego Dodge'a Journey, we wrześniu 2021 koncern Stellantis zapowiedział kontynuację tej linii modelowej w ramach partnerstwa z chińskim koncernem GAC Group specjalnie z myślą o rynkach Ameryki Łacińskiej. W ten sposób, miesiąc później oficjalnie zadebiutował Dodge Journey drugiej generacji.
Samochód powstał w ramach zapożyczenia istniejącej już konstrukcji z portfolio linii modelowej GAC Trumpchi, modyfikując wizualnie produkowanego od 2018 roku SUV-a GAC Trumpchi GS5. Pod kątem wizualnym samochód zyskał inny wlot powietrza z charakterystyczną sześciokątną obwódką w stylu modelu Durango, a także szeroki napis Dodge na tylnej klapie bagażnika między lampami.
Ponadto, zmiany ograniczyły się jeszcze do innych logotypów na kołach i kole kierownicy wewnątrz, pozostałe cechy wizualne pozostawiając niezmienionymi. Gama silników Dodge'a Journey II została ograniczona jedynie do czterocylindrowego, 1,5-litrowego silnika benzynowego z turbodoładowaniem, który generuje moc 166 KM w połączeniu z automatyczną przekładnią biegów.

### Sprzedaż
Pod koniec września 2021 produkcja drugiej generacji Dodge'a Journey została oficjalnie zainaugurowana w chińskich zakładach GAC Group w Kantonie, w całości kierując ją na eksport. Pierwszy rynek, gdzie początek sprzedaży wyznaczono na listopad 2021, to Meksyk, z kolei w 2022 roku zasięg rynkowy Dodge'a Journey drugiej generacji zostanie systematycznie poszerzony o takie kraje Ameryki Południowej jak Chile, Peru czy Kolumbia, bez planów spredażowych poza region Ameryki Łacińskiej.

### Silnik
- R4 2.0l Turbo 166 KM